# STEM
|  | «STEM» redirigeix aquí. Vegeu-ne altres significats a «Microscopi electrònic de transmissió d’escaneig». |

|  | «stem» redirigeix aquí. Vegeu-ne altres significats a «Mot_primitiu». |

STEM és un acrònim per les disciplines acadèmiques de ciència, tecnologia, enginyeria i matemàtiques. Normalment es fa servir per parlar de política educativa. Actualment a vegades és substitueix per STEAM, que incorpora l'art.

## Educació
STEM en general té com a objectiu l'ús i implementació d'estudis en ciència, tecnologia, enginyeria i matemàtiques introduint aquesta metodologia a les escoles amb edats més joves, fins i tot a primària. Un altre objectiu central és que STEM sigui accessible per a tots els alumnes.
Molts programes estan buscant maneres de millorar l'accés pels alumnes. Per exemple, la NASA té programes i matèria curricular per avançar educació STEM. A més, alguns estats, com Califòrnia, tenen projectes pilot d'extraescolars de projectes de STEM, per exemple, per aprendre les pràctiques que sembla que donaran més possibilitats i com les podem implementar per millorar l'èxit de l'alumnat.
A Canadà, encara que ha superat els Estats Units en graduats de STEM, encara està 12 de 16 països. El 21,2 % de tots els graduats al Canadà ho són de programes STEM, a França, Alemanya i Àustria tenen molt més. Finlàndia ara té un 30 % dels graduats qui surten de ciència, matemàtica, informàtica i enginyeria.
A Turquia, la STEM Education Task Force (en turc FeTeMM—Fen Bilimleri, Teknoloji, Mühendislik ve Matematik) és un coalició d'acadèmics, professors i mestres que s'estan esforçant per augmentar la qualitat de l'educació amb el mètode STEM més que augmentar el nombre de graduats.
Qatar va iniciar una activitat STEM mitjançant el programa AL-Bairaq en el Centre per Materials Avançats (CAM) a la Universitat de Qatar i té com a objectiu un pla d'estudis enfocat a STEM. Per aconseguir-ho, AL-Bairaq ofereix a l'alumnat adolescent educació mitjançant activitats científiques per millorar les seves habilitats, motivació i grau d'implicació. A més, intenta guiar els estudis i treball en el futur. Actualment, 950 alumnes participen en competicions amb 40 escoles.

## Dones en camps de STEM
Hi ha un desequilibri entre la proporció d'homes i dones. L'Institut d'Estadística de la UNESCO (UIS) va estudiar 89 països, i va estimar que una mica més d'una quarta part de les investigadores (29 %) són dones. Existeixen diferents activitats per combatre aquest desequilibri.